# Подвысокое (Ивано-Франковская область)
Подвысо́кое (укр. Підвисоке) — село в Снятынской городской общине Коломыйского района Ивано-Франковской области Украины.
Население по переписи 2001 года составляло 2519 человек. Занимает площадь 17,97 км². Почтовый индекс — 78321. Телефонный код — 03476.